# المجلس الأعلى للشؤون الإسلامية (مصر)
المجلس الأعلى للشؤون الإسلامية هو مجلس حكومي مصري يتبع وزارة الأوقاف المصرية.

## اختصاصات المجلس
- التعريف بالإسلام عقيدة وشريعة وأخلاقا بين شعوب العالم بإظهار حقائقه وإبراز آثاره من تقدم البشرية وكفالة السعادة للناس في حياتهم.
- تنمية الوعي الديني من خلال نشر الثقافة الإسلامية في الداخل والخارج.
- إحياء التراث الفكري للإسلام وبعث الحضارة العربية الإسلامية.
- عرض الفكري الإسلامي في صورته المستنيرة التي تظهر سماحة الإسلام وتبرز عطاءه الحضاري للإنسانية بما يكفل إمكانية التعايش بين أبناء الرسالات السماوية ويكفل اقامة مجتمع إنساني يظله السلام والعدل.
- توثيق الروابط وتحقيق التعاون والتنسيق مع الهيئات والمؤسسات والقيادات الإسلامية في مختلف أنحاء العالم.
- المعاونة في رعاية شؤون الأقليات الإسلامية في مختلف أنحاء العالم.
- تفنيد ما يثار ضد الإسلام من شبهات.

## تشكيل المجلس
- المؤتمر العام
- مجلس الإدارة
- اللجان الفنية المتخصصة

## الجهات التابعة
- المكتبة المركزية للمخطوطات الإسلامية[3]
- مركز الدراسات والبحوث الدينية[4]
- مركز دراسات السيرة والسنة[5]
- مركز إحياء اللغة العربية[6]